# SoundFont
SoundFont es el nombre de una marca que conjuntamente se refiere a un formato de archivo y una tecnología asociada para cerrar la brecha entre grabación digital y síntesis de audio, especialmente para los propósitos de composición musical por computadora. SoundFont es también una marca registrada de E-mu Systems, Inc., y la licencia exclusiva para re-formatear y gestionar el contenido histórico de SoundFont fue adquirido por Digital Sound Factory.
La tecnología SoundFont es una implementación de síntesis de sonido por muestras, con su primer uso en la tarjeta de sonido Sound Blaster AWE32 para su soporte midi, y permanece soportada en los productos Sound Blaster actuales.

## Historia
El SoundFont original versión 1.0 del formato de archivo fue desarrollado a principios de los años 90 por E-mu Systems y Creative Labs. Nunca fue liberada una especificación de esta versión al público. EL primer y único dispositivo importante en utilizar esta versión fue Sound Blaster AWE32 en 1994. los ficheros en este formato convencionalmente tienen la extensión de archivo.SBK.
La versión 2.0 del formato de archivo de SoundFont fue desarrollada en 1996. EL formato 2.0 generalizó la representación de datos usando perceptiblemente unidades reales aditivas, re-definió algunas de las características de estratificación de instrumentos dentro del formato, agregó verdadero soporte estéreo de las muestras de sonido y eliminó algunas características oscuras de la versión 1.0, cuyo comportamiento era difícil especificar. Esta versión fue totalmente revelada como una especificación pública, con el objetivo de convertir el formato SoundFont un estándar del sector. Todos los dispositivos compatibles con SoundFont 1.0 se actualizaron para dar soporte al formato SoundFont 2.0 poco después de que el formato fue lanzado al público, y por lo tanto la versión 1.0 se convirtió en obsoleto. Los archivos en este formato (y todos los otros formatos 2.x, ver más abajo) que convencionalmente usan la extensión de archivo de SF2.
La versión 2.1 del formato de archivo de SoundFont fue introducida en 1998 con un producto E-mu incluida tarjeta de sonido llamado "the Audio Production Studio". La versión 2.1 añadió algunas características que permitieron a los diseñadores de sonido configurar la forma en que los controladores midi influyen en los parámetros del sintetizador. El formato 2.1 es bidireccionalmente compatible con el formato 2.0, lo que significa que los sintetizadores que pueden modelar el formato 2.1 pueden también modelar el formato 2.0 y los sintetizadores que sólo son capaces de modelar el formato 2.0 también pueden leer y procesar el formato 2.1, pero no aplicar las nuevas características..
La versión SoundFont 2.4 del formato de archivo se introdujo en 2005 con el producto Sound Blaster X-Fi. (Nunca hubo un 2.2 o una versión 2.3.) El formato 2.4 añade soporte para muestras de 24 bits. El formato 2.4 es bidireccionalmente compatible con el formato 2.1, lo que lo hace que los sintetizadores que sólo son capaces de modelar el formato 2,0 o 2,1 automáticamente modelan los instrumentos que utilizan muestras de 24 bits con una resolución de 16 bits.

## Funciones
- Reproducción de samples de sintetizadores MIDI que usan tablas de ondas para definir las muestras de base para representar sus archivos MIDI.
- Sintetizadores compatibles con SoundFont que permiten a los usuarios utilizar los bancos SoundFont para aumentar estas tablas de ondas con otras muestras para hacer su música.

Un banco SoundFont contiene muestras de base en formato PCM (similar a los archivos WAV) que se asigna a las secciones en un teclado musical. Un banco SoundFont también contiene otros parámetros musicales de síntesis, tales como loops, efectos de vibrato, y el cambio de volumen sensible a la velocidad.
Los Bancos SoundFont pueden ser conforme al estándar del conjunto de sonidos General MIDI, o usar su propia definición de conjunto de sonidos.

## Software de creación de SoundFont (.sf2 format)
- Vienna de Creative Labs, requiere una tarjeta de sonido en particular (tal como Sound Blaster),
- Viena[2] (con una sola "n"), creado en 2002,
- Swami[3] es una colección de software libre para editar y gestionar instrumentos musicales para composición musical MIDI, usado principalmente en linux.
- Polyphone,[4] editor libre para Windows, Mac OS X y Linux creado en 2013.